# Astragalus echinops
Astragalus echinops är en ärtväxtart som beskrevs av Pierre Edmond Boissier. Astragalus echinops ingår i släktet vedlar, och familjen ärtväxter. Inga underarter finns listade i Catalogue of Life.